# Pol en Panheel
Pour les articles homonymes, voir Pol.
Pol en Panheel est une ancienne commune néerlandaise du Limbourg néerlandais.
La commune était composée de la seigneurie de Pol et du hameau de Panheel. Le 1er avril 1821 la commune est supprimée et coupée en deux : 
- Pol est rattaché à Wessem
- Panheel forme avec Heel la nouvelle commune de Heel en Panheel